# Accademia dei Gelati
L'Accademia dei Gelati (spesso anche solo i Gelati) è stata un'istituzione italiana con sede a Bologna che raccoglieva eruditi e studiosi.

## Storia
Nell'anno 1588 il dottore in filosofia Melchiorre Zoppio, figlio di Girolamo, fondatore dell’Accademia dei Catenati di Macerata, istituì nella sua casa di Bologna un congresso di letterati, chiamandolo dei Gelati. Con lui furono i fratelli Berlinghiero, Camillo e Cesare Gessi. A quest'ultimo è stata attribuita l'iniziativa di fondare l'Accademia il cui stemma era una selva d'alberi ricoperti di gelo, col motto, tratto da Virgilio, “Nec longum tempus” che stava a significare che gli Accademici non sarebbero rimasti a lungo così inariditi. Primo Protettore dell’Accademia fu il Cardinale Maffeo Barberini, poi Papa Urbano VIII che consentì all'Accademia di adottare uno scolaro straniero. L'Accademia si riuniva nella casa di Melchiorre Zoppio in Strada Maggiore.
I «Gelati» si dedicarono inizialmente alla poesia amorosa. Nei primi anni d'attività, furono pubblicate tre diverse raccolte di rime: Ricreationi amorose de gli Academici Gelati di Bologna (1590), Rime de gli Academici Gelati di Bologna (1597) e Rime dei Gelati (1615). Poi si passò allo studio della filosofia alla maniera degli antichi simposi: banchetti eruditi e discussioni che gli Accademici intraprendevano a fine cena. Nei due secoli della sua vita l’Accademia produsse una grande quantità di opere in ogni ramo del sapere, dalla letteratura alla filosofia, dalla musica al teatro.
Delle prime leggi degli Accademici Gelati non ci sono tracce, poi dal 1670 vennero stampate più volte in varie edizioni. Nel 1671 fu edito il volume di Prose de' Signori Accademici Gelati, che raccoglie quindici dissertazioni di carattere storico, filosofico e scientifico recitate in varie adunanze. L'Accademia dei Gelati si mantenne in attività fino alla fine del 1700. Nel 1786 era ancora fiorentissima, ma poi gli sconvolgimenti della fine del secolo ne provocarono lo scioglimento.